# Recycle (Film)
Recycle (arabischer Filmtitel: إعادة خلق, DMG Iʿādat Ḫalq) ist ein jordanischer Dokumentarfilm des Regisseurs Mahmoud al-Massad aus dem Jahr 2007.

## Inhalt
Der Film beschreibt das Leben eines ehemaligen Mudschahid, Abu Ammar, der aus Afghanistan in seine Heimat Jordanien zurückgekehrt ist und der versucht seine zehnköpfige Familie zu ernähren.
Abu Ammar lebt in einem Armenviertel der jordanischen Stadt Zarqa, in dem auch der berühmte Terrorist Abu Musab az-Zarqawi geboren ist. Dieser war Führer der al-Qaida-Sektion im Irak und wurde 2005 von den US-amerikanischen Truppen getötet.
Abu Ammar lebt am Existenzminimum, er fährt mit seinem klapprigen Wagen durch die Stadt, sammelt Altpapier und dreckige Kartons, die er für wenig Geld an eine Papierfabrik verkauft. Alternativen gibt es kaum, normale wirtschaftliche Beziehungen zum Irak sind wegen des Kriegs nicht möglich, das Buch über den Koran, an dem Abu Ammar arbeitet, interessiert keinen Verleger.
Trotz ständiger Rückschläge versucht er, seine Würde zu bewahren und Alltag und Glauben miteinander zu verbinden.
Dabei wird die Armut in Jordanien deutlich und die Unbarmherzigkeit des Alltagslebens. Abu Ammar beschreibt dem Filmemacher andeutungsweise die vier Monate Untersuchungshaft und die Verhöre in Jordanien, geht aber nicht näher darauf ein.
Der Film schließt mit Abu Ammars Ausreise in ein westliches Land, um einen Job anzunehmen. Diese hatte ihn zunächst in Gewissenskonflikte gebracht, da er nur Ausreisen könnte, wenn er lügen würde und dies aus islamischer Sicht eigentlich eine Sünde darstellt.

## Hintergrund
Mahmoud al-Massad wurde 1969 als Sohn palästinensischer Flüchtlinge in Zarqa geboren. Zu seiner Motivation, den Film zu drehen, sagte er:

„Als Filmemacher aus Zarka/Jordanien, der in Europa lebt, wollte ich herausfinden, warum Extremismus in meiner Heimatstadt so einfach zu gedeihen scheint. Nach acht Jahren im Ausland bin ich also nach Zarka zurückgekehrt, um für einen Film zu recherchieren, der die kulturellen Konflikte zwischen dem Islam und dem Westen untersuchen und andere Repräsentationsmöglichkeiten als die der Medien finden sollte, welche dazu tendieren, zwei Seiten zu zeigen und uns dann zwingen, uns für eine zu entschieden.“

## Kritik
„Unspektakuläre Szenen, die zwischen dokumentarischer Beobachtung und vorsichtiger Inszenierung gekonnt die Erwartungen unterlaufen.“

„Der Filmemacher zeigt offen die soziale und ökonomische Perspektivenlosigkeit, die selbst Strenggläubige in ihren Grundsätzen erschüttert. Er zeigt die Armut, die den Menschen zusetzt und jeden Fehler gnadenlos bestraft. Zwischen Glauben und äußeren Zwängen wächst nur der Zweifel. Das Gespräch mit seinen Freunden nach dem gemeinsamen Freitagsgebet offenbart ihre Gedankengänge, die immer wieder an ihren Ausgangspunkt zurückkehren. Es scheint keinen Ausweg zu geben. In 80 Minuten klärt Recycle mit einfachen Bildern über einige der Gründe der Radikalisierung der Araber auf. Das Schicksal von Abu Ammar, der angesichts der katastrophalen Lage irgendwann eine schwerwiegende Entscheidung treffen muss, geht nicht spurlos am Betrachter vorbei. Über die kulturellen und religiösen Hürden hinweg versteht es Al-Massad, den Überlebenskampf der Menschen so zu verdeutlichen, dass man ihr Denken nachvollziehen kann, ohne dass der Film gleich zur Mitleidsnummer verkommt. Der Film stellt klar, dass sich vieles hier um Integrität und Würde dreht. Niemand schämt sich für die Armut, sondern kämpft mit den gegebenen Mitteln dagegen an.“

Filmkritiker David Siems lobte die „schlichten und einprägsamen Bilder“.

## Auszeichnungen
- 2007 Cinema in Motion Award beim Internationalen Filmfestival San Sebastian Work in Progress
- World Cinema Kamera-Preis beim Sundance Film Festival 2008
- Besondere Erwähnung beim Planete Doc Review – Dokumentarfilm Festival in Warschau 2008.